# Phthinia fasciata
Phthinia fasciata är en tvåvingeart som beskrevs av Freeman 1951. Phthinia fasciata ingår i släktet Phthinia och familjen svampmyggor. Inga underarter finns listade i Catalogue of Life.